# Kukán Géza
Kukán Géza (Érsekújvár, 1890. május 1. – Budapest, 1936. január 28.) magyar festő és grafikus. Kukán Ferenc szemész testvére.

## Életpályája
Szülei Kukán Imre és Hajdu Mária. Tanulmányait a Képzőművészeti Főiskolán végezte, ahol mesterei Balló Ede és Ferenczy Károly voltak. Ezt követően Münchenben képezte magát Seitz C. Marr irányítása alatt. 1912-ben megfordult Párizsban, majd miután hazatért, a Benczúr-mesteriskola tagja lett. 1909-től a Műcsarnokban szerepelt aktjaival, arcképeivel és naturalista életképeivel. Tatabányán is időzött, ahol sok bányász témájú életképet készített. Sztrájk című festményével 1918-ban elnyerte a Kohner-díjat. Az 1920-as években közéleti személyiségek portréit festette meg, majd könyvillusztrálással is foglalkozott. 1928-ban a Műcsarnokban gyűjteményes kiállításon mutatta be képeit. 1926-ban állami kis aranyéremmel, 1934-ben Ipolyi-díjjal jutalmazták. Számos festménye megtalálható a Magyar Nemzeti Galériában. Halálát agyvérzés okozta.